# Shaq Mason
Shaquille Olajuwon Mason, detto Shaq (Columbia, 28 agosto 1993), è un giocatore di football americano statunitense che milita nel ruolo di offensive guard per gli Houston Texans della National Football League (NFL).

## Carriera

### New England Patriots
Dopo avere giocato al college a football a Georgia Tech, Mason fu scelto nel corso del quarto giro (131º assoluto) del Draft NFL 2015 dai New England Patriots. Debuttò come professionista subentrando nella vittoria del primo turno contro i Pittsburgh Steelers. La sua stagione da rookie si concluse con 14 presenze, 10 delle quali come titolare.
Il 5 febbraio 2017 Mason vinse il Super Bowl LI contro gli Atlanta Falcons ai tempi supplementari (prima volta nella storia del Super Bowl), con il punteggio di 34-28.
Alla fine della stagione 2018 Mason partì come titolare nel Super Bowl LIII vinto contro i Los Angeles Rams per 13-3, conquistando il suo secondo anello.

### Tampa Bay Buccaneers
Il 15 marzo 2022 Mason fu scambiato con i Tampa Bay Buccaneers per una scelta del quinto giro del Draft NFL 2022. Lì ritrovò il quarterback Tom Brady.

### Houston Texans
Il 14 marzo 2023 Mason fu scambiato con gli Houston Texans. Il 10 maggio firmó un'estensione contrattuale triennale del valore di 36 milioni di dollari.

## Palmarès

### Franchigia
- Super Bowl : 2

New England Patriots: LI, LIII
- American Football Conference Championship: 3

New England Patriots: 2016, 2017, 2018